# アジア開発銀行
アジア開発銀行（アジアかいはつぎんこう、英: Asian Development Bank, ADB）は、アジア・太平洋における経済成長および経済協力を助長し、開発途上加盟国の経済発展に貢献することを目的に設立された国際開発金融機関である。日本語で「ア開銀」という略称もある。

## 概要

アジア開発銀行加入国分布情况
域外加盟国
域内加盟国

本部はフィリピン共和国・マニラ首都圏マンダルーヨン市。アジア太平洋経済社会委員会（ESCAP）の発案により、1966年に発足した。現在67か国／地域で構成される。最大の出資国は日本とアメリカ合衆国（ともに出資比率15.7%を占める）である。中華人民共和国と中華民国（名義は中国台北でこれに抗議して中華民国は1986年と1987年のADB総会をボイコットしたことがある）が共に加盟している、国際機関としては珍しい存在である。2016年には中国主導で設立されたアジアインフラ投資銀行（AIIB）と協調融資の実施で覚書を締結した。
設立当時から日本の大蔵省（現・財務省）が深く関わっていた。アジア開発銀行は大蔵省OBで初代総裁も務めた渡辺武が作成した私案をもとに、大蔵省OBで大蔵大臣だった福田赳夫、その盟友であり、当時の金融界のフィクサーであった常盤橋経済研究所の大橋薫が設立に関与し、大蔵省の意向を強く反映して設立が進められた。

## 事業

### 主な事業
ADBの主な事業は、
1. 開発途上加盟国に対する資金の貸付・株式投資
2. 開発プロジェクト・開発プログラムの準備・執行のための技術支援及び助言業務
3. 開発目的のための公的・民間支援の促進
4. 開発途上加盟国の開発政策調整支援等

である。開発途上国に対する融資と技術援助は、主に社会基盤（教育･医療等）、運輸･通信、エネルギー、農業･天然資源、鉱工業、金融などのプロジェクトに供与され、毎年およそ60億ドルの融資額、1.8億ドルが技術支援に使われる（2005年には65件のプロジェクトに52.6億ドルが融資され、49.5億ドルだった2004年から6%増加）。

### 包括的取組
1999年ADBは、従来の開発援助の運営方針を貧困削減を最重要目標と定め、それに向けて「貧困層に配慮した持続可能な経済成長」、「社会開発」および「グッド・ガバナンス」を戦略の三本の柱とした貧困削減戦略を発表した。この柱を支える指標として、「環境の保護」、「ジェンダーと開発の促進」、「民間セクターの発展」、そして「地域内協力」を挙げている。

## 組織
本部をフィリピンのマニラ首都圏マンダルーヨン市に据え、世界26か所に事務所を設置している（アジア地域19か所に駐在員事務所、太平洋地域3か所に準地域事務所のほか、フランクフルトに欧州代表事務所、東京に駐日代表事務所（代表：児玉治美）とアジア開発銀行研究所（所長：吉野直行）、ワシントンD.C.に北米代表事務所、東チモールに特別リエゾン事務所）。
2007年末時点におけるADB の職員数は2,443人であり、出身国は55か国。このうち経営幹部は5人、専門職員は847人（上位10か国は、日本：118人、アメリカ合衆国：103人、インド：58人、中華人民共和国：50人、オーストラリア：50人、カナダ：46人、ドイツ：37人、大韓民国：34人、インドネシア：33人、イギリス：32人）、一般職員は1,591人。
2019年末時点におけるADB の職員数は3,548人で、総裁1人、副総裁6人、他専門職員は1,287人（国別は、日本：149人、アメリカ合衆国：143人、インド：92人、イギリス：82人、オーストラリア：78人、大韓民国：76人、中華人民共和国：65人、カナダ：56人、フィリピン：49人、フランス：45人、ドイツ：44人、パキスタン：30人、インドネシア：30人、その他：337人）、一般職員は2,254人。
歴代総裁はすべて日本人が就任している。
最高政策決定機関は総務会（Board of Governors）で、各加盟国1人の総務で構成される。日本からの総務として財務大臣（現任：加藤勝信）が任命される。総裁は総務会で選出される。また、融資の承認など日常業務の意志決定がなされる理事会（Board of Directors）は、マニラ駐在の12人の理事（域内国から8人、域外国4人）で構成される。理事は隔年で選出される。

### 歴代総裁
| 氏名       | 就任年月   | 退任年月   |
| ---------- | ---------- | ---------- |
| 渡辺武     | 1967年11月 | 1972年11月 |
| 井上四郎   | 1972年11月 | 1976年11月 |
| 吉田太郎一 | 1976年11月 | 1981年11月 |
| 藤岡眞佐夫 | 1981年11月 | 1989年11月 |
| 垂水公正   | 1989年11月 | 1993年11月 |
| 佐藤光夫   | 1993年11月 | 1999年1月  |
| 千野忠男   | 1999年1月  | 2005年2月  |
| 黒田東彦   | 2005年2月  | 2013年3月  |
| 中尾武彦   | 2013年4月  | 2020年1月  |
| 浅川雅嗣   | 2020年1月  | 2025年2月  |
| 神田眞人   | 2025年2月  |            |

## 沿革
- 1965年12月4日 - マニラで開催された銀行設立全権代表会議においてアジア開発銀行を設立する協定が採択される。
- 1966年8月24日 - アジア開発銀行を設立する協定が発効し、発足
- 1974年 - アジア開発基金設立
- 1983年 - 株式投資による民間部門支援を開始
- 1992年 - 地域協力の推進を開始
- 1996年 - 東京に駐日代表事務所を設置
- 1997年 - 東京にアジア開発銀行研究所を設置

## 総会
総会が毎年集まる年次総会が加盟国で開かれる。
| 開催年 | 回 | 開催日         | 開催地                                               | 開催国/地域      |
| ------ | -- | -------------- | ---------------------------------------------------- | ---------------- |
| 1966   |    | 11月24日-26日  | 東京プリンスホテル                                   | 日本             |
| 1968   | 1  | 4月4日-6日     | ヒルトンマニラ                                       | フィリピン       |
| 1969   | 2  | 4月10日-12日   | ウェントワースホテル                                 | オーストラリア   |
| 1970   | 3  | 4月9日-11日    | ウェスティン朝鮮ホテル                               | 韓国             |
| 1971   | 4  | 4月15日-17日   | シンガポール・コンファレンス・ホール                 | シンガポール     |
| 1972   | 5  | 4月20日-22日   | ホーフブルク宮殿                                     | オーストリア     |
| 1973   | 6  | 4月26日-28日   | ADB本部（マニラ）                                    | フィリピン       |
| 1974   | 7  | 4月25日-27日   | ヒルトン クアラルンプール                            | マレーシア       |
| 1975   | 8  | 4月24日-26日   | ADB本部                                              | フィリピン       |
| 1976   | 9  | 4月22日-24日   | ホテル ボロブドゥール ジャカルタ                     | インドネシア     |
| 1977   | 10 | 4月21日-23日   | ADB本部                                              | フィリピン       |
| 1978   | 11 | 4月24日-26日   | ホーフブルク宮殿                                     | オーストリア     |
| 1979   | 12 | 5月2日-4日     | ADB本部                                              | フィリピン       |
| 1980   | 13 | 4月30日-5月2日 | フィリピン国際会議場                                 | フィリピン       |
| 1981   | 14 | 4月30日-5月2日 | シェラトン・ワイキキ・ビーチリゾート                 | アメリカ合衆国   |
| 1982   | 15 | 4月28日-30日   | フィリピン国際会議場                                 | フィリピン       |
| 1983   | 16 | 5月4日-6日     | フィリピン国際会議場                                 | フィリピン       |
| 1984   | 17 | 4月25日-27日   | RAI Amsterdam Convention Centre                      | オランダ         |
| 1985   | 18 | 4月30日-5月2日 | Dusit Thani Hotel                                    | タイ             |
| 1986   | 19 | 4月30日-5月2日 | フィリピン国際会議場                                 | フィリピン       |
| 1987   | 20 | 4月27日-29日   | 帝国ホテル                                           | 日本             |
| 1988   | 21 | 4月28日-30日   | The Westin Philippine Plaza                          | フィリピン       |
| 1989   | 22 | 5月4日-6日     | Great Wall Sheraton Hotel                            | 中国             |
| 1990   | 23 | 5月2日-4日     | Ashok Hotel                                          | インド           |
| 1991   | 24 | 4月24日-26日   | Hotel Vancouver                                      | カナダ           |
| 1992   | 25 | 5月4日-6日     | 香港コンベンション・アンド・エキシビション・センター | 香港             |
| 1993   | 26 | 5月4日-6日     | ADB本部                                              | フィリピン       |
| 1994   | 27 | 5月3日-5日     | Acropolis Convention Center                          | フランス         |
| 1995   | 28 | 5月3日-5日     | Aotea Centre                                         | ニュージーランド |
| 1996   | 29 | 4月30日-5月2日 | ADB本部                                              | フィリピン       |
| 1997   | 30 | 5月11日-13日   | ヒルトン福岡シーホーク                               | 日本             |
| 1998   | 31 | 4月29日-5月1日 | Geneva International Conference Center               | スイス           |
| 1999   | 32 | 4月30日-5月2日 | ADB本部                                              | フィリピン       |
| 2000   | 33 | 5月6日-8日     | The Westin Riverside Plaza Hotel                     | タイ             |
| 2001   | 34 | 5月9日-11日    | ハワイ・コンベンション・センター                     | アメリカ合衆国   |
| 2002   | 35 | 5月10日-12日   | Shanghai International Convention Center             | 中国             |
| 2003   | 36 | 6月30日        | ADB本部                                              | フィリピン       |
| 2004   | 37 | 5月15日-17日   | International Convention Center Jeju                 | 韓国             |
| 2005   | 38 | 5月4日-6日     | Istanbul Convention & Exhibition Center              | トルコ           |
| 2006   | 39 | 5月4日-6日     | Hyderabad International Convention Centre            | インド           |
| 2007   | 40 | 5月6日-7日     | 国立京都国際会館                                     | 日本             |
| 2008   | 41 | 5月5日-6日     | Feria de Madrid                                      | スペイン         |
| 2009   | 42 | 5月4日-5日     | Bali International Convention Center                 | インドネシア     |
| 2010   | 43 | 5月3日-4日     | Uzexpocentre                                         | ウズベキスタン   |
| 2011   | 44 | 5月5日-6日     | Vietnam National Convention Center                   | ベトナム         |
| 2012   | 45 | 5月4日-5日     | フィリピン国際会議場                                 | フィリピン       |
| 2013   | 46 | 5月4日-5日     | India Expo Centre and Mart                           | インド           |
| 2014   | 47 | 5月4日-5日     | Palace of Independence (Astana)                      | カザフスタン     |
| 2015   | 48 | 5月4日-5日     | ヘイダル・アリエフ・センター                         | アゼルバイジャン |
| 2016   | 49 | 5月3日-5日     | メッセ・フランクフルト                               | ドイツ           |
| 2017   | 50 | 5月4日-7日     | 横浜国際平和会議場                                   | 日本             |
| 2018   | 51 | 5月3日-6日     | ADB本部                                              | フィリピン       |
| 2019   | 52 | 5月1日-5日     | ナンディ                                             | フィジー         |
| 2020   | 53 | 9月17日-18日   | オンライン                                           |                  |
| 2021   | 54 | 5月3日-5日     | オンライン                                           |                  |
| 2022   | 55 | 5月First日-5日 | ADB本部                                              | フィリピン       |
| 2023   | 56 | 5月2日-5日     | Songdo Convensia                                     | 韓国             |
| 2024   | 57 | 5月2日-5日     | トビリシ                                             | ジョージア       |
| 2025   | 58 | 5月4日-7日     | ミラノ                                               | イタリア         |

## 出資比率上位国
- 日本 - 15.65%
- アメリカ合衆国 - 15.65%
- 中国 - 6.46%
- インド - 6.35%
- オーストラリア - 5.8%
- カナダ - 5.25%
- インドネシア - 5.17%
- 韓国 - 5.05%
- ドイツ - 4.34%

## 加盟メンバー
1966年の発足時は31か国／地域（台湾・香港なども加盟メンバーであることから）だったが、新規加盟国アイルランド（2006年7月24日）、ジョージア（2007年2月2日）に迎え、現在加盟メンバーは67か国／地域を数える。域内（アジア・太平洋）48メンバー、域外（ヨーロッパ・北米など）19メンバー。
カッコ内は加盟年。

### 地域内メンバー（アジア・太平洋地域）
- アフガニスタン(1966)
- アルメニア(2005)
- オーストラリア(1966)
- アゼルバイジャン(1999)
- バングラデシュ(1973)
- ブータン(1982)
- ブルネイ(2006)
- カンボジア(1966)
- 中国(1986)
- クック諸島(1976)
- フィジー(1970)
- ジョージア(2007)
- 中国香港(1969) [注釈 1]
- インド(1966)
- インドネシア(1966)
- 日本(1966)
- カザフスタン(1994)
- キリバス(1974)
- 韓国(1966)
- キルギス(1994)
- ラオス(1966)
- マレーシア(1966)
- モルディブ(1978)
- マーシャル諸島(1990)
- ミクロネシア連邦(1990)
- モンゴル(1991)
- ミャンマー(1973)
- ナウル(1991)
- ネパール(1966)
- ニュージーランド(1966)
- パキスタン(1966)
- パラオ(2003)
- パプアニューギニア(1971)
- フィリピン(1966)
- サモア(1966)
- シンガポール(1966)
- ソロモン諸島(1973)
- スリランカ(1966)
- 中華民国(1966) [注釈 2]
- タジキスタン(1998)
- タイ(1966)
- 東ティモール(2002)
- トンガ(1972)
- トルクメニスタン(2000)
- ツバル(1993)
- ウズベキスタン(1995)
- バヌアツ(1981)
- ベトナム(1966)

### 地域外メンバー（ヨーロッパ・北米）
- オーストリア(1966)
- ベルギー(1966)
- カナダ(1966)
- デンマーク(1966)
- フィンランド(1966)
- フランス(1970)
- ドイツ(1966)
- アイルランド(2006)
- イタリア(1966)
- ルクセンブルク(2003)
- オランダ(1966)
- ノルウェー(1966)
- ポルトガル(2002)
- スペイン(1986)
- スウェーデン(1966)
- スイス(1967)
- トルコ(1991)
- イギリス(1966)
- アメリカ合衆国(1966)

## 一部の市民・NGOなどの動き
経済発展を目的としたアジア開発銀行が途上国において融資する大型開発プロジェクトは、現地に環境面・社会面への負の影響を与えているという主張があり、意志決定プロセスに現地住民の参加が十分確保されているとも言えないという主張があることからも、融資される側である途上国からだけでなく、一部のNGOから批判の声が上がっている。
毎年開催される総会では、問題のあるプロジェクトを扱う政策提言型NGOによるロビー活動はもちろんのこと、アジア開発銀行が取る政策自体に反対表明をする人々のグループが、対抗フォーラムを行うこともある。
インドのハイデラバードで開催された第39回には、Peoples Forum against ADBが開催され、2007年5月に開催された第40回京都総会では、ADB京都総会・市民フォーラムが開催され、ADBの融資するプロジェクトの問題点などが話し合われた。